# Orël (nave da battaglia)
La Orël (in russo Орёл?) è stata una nave da battaglia appartenente alla Marina imperiale russa, seconda unità in ordine di varo della classe Borodino. Moderna nave da guerra, fu integrata subito nella 2ª Squadra del Pacifico zarista che, il 27 maggio, affrontò la Marina imperiale giapponese nella battaglia di Tsushima con esiti disastrosi. L'unità, colpita ripetutamente, si arrese infine ai giapponesi, che la incorporarono nella propria flotta dopo opportune riparazioni e con il nuovo nome di Iwami (石見?): la adoperarono in compiti di guardia e addestramento e apparve brevemente durante l'assedio di Tsingtao nell'autunno 1914. Fu infine ridotta a nave deposito all'indomani della prima guerra mondiale e affondata nel luglio 1924 in qualità di bersaglio per un'esercitazione aeronautica.

## Storia

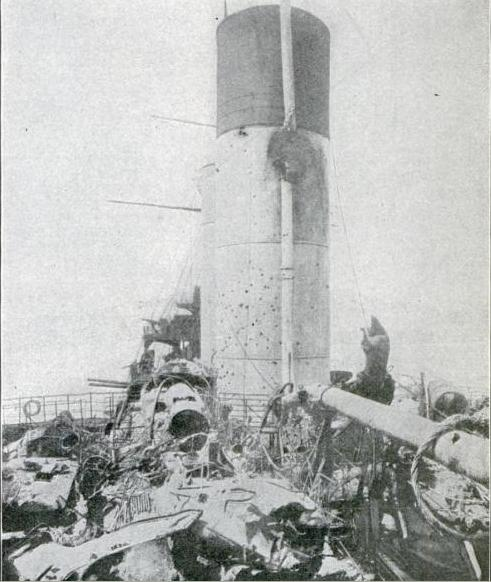
Il ponte della Orël al termine della battaglia di Tsushima

La Orël prese parte alla battaglia di Tsushima assieme alle altre 3 navi della nuova classe Borodino già completate, la Borodino, la Imperator Aleksandr III e la Knâz Suvorov. La Slava era ancora in costruzione. La Orël fu l'unica di queste a sopravvivere alla battaglia, entrando così nella storia navale come parte dell'ultima flotta che si arrese in alto mare. La mattina dopo la battaglia, infatti, l'ammiraglio Nikolaj Nebogatov si arrese e consegnò i resti della flotta da guerra russa all'ammiraglio Tōgō Heihachirō. Il capitano di vascello della Orël, Nikolaj Jung, rimase gravemente ferito durante la battaglia e morì due giorni dopo, il 29 maggio 1905. Durante la battaglia, la Orël fu colpita probabilmente da 5 colpi da 305 mm, 2 da 254 mm, 9 da 203 mm, 28 da 152 mm e da un elevato numero di colpi di piccolo calibro. La Orël soffrì solo danni moderati, tra cui la distruzione di due torrette da 152 mm (6") colpite da proiettili calibro 203 mm. La sua corazzatura risultò abbastanza efficace, infatti un colpo da 305 mm che colpì la corazzatura obliqua di 5¾" fu respinto, mentre una delle torrette della batteria principale riuscì a resistere ad un colpo da 254 mm. Dopo la cattura, la Orël fu sottoposta a sostanziali modifiche, quali la riduzione di peso nelle parti superiori e la rimozione delle armi di piccolo calibro. Entrò in servizio nella Marina imperiale giapponese col nome di Iwami dal nome dell'antica provincia di Iwami, attualmente parte della prefettura di Shimane. Fu scelto il nome di  Iwami in quanto questa provincia era quella geograficamente più vicina al luogo della battaglia di Tsushima.
Il 28 agosto 1912, la Iwami fu riclassificata come nave da difesa costiera di 1ª classe. Durante la prima guerra mondiale, la Iwami partecipò all'assedio di Tsingtao. Nel rispetto del trattato navale di Washington, la marina giapponese acconsentì a demolire la Iwami. Radiata il 9 maggio 1923, fu impiegata come nave bersaglio ed affondata da aerei partiti dall'isola di Jogashima, nei pressi di Yokosuka, il 10 luglio 1924.